# Poulet au vinaigre
Poulet au vinaigre je francouzský kriminální film z roku 1985, který režíroval Claude Chabrol podle románu Une mort en trop od Dominique Roulet. Snímek měl světovou premiéru dne 10. dubna 1985.

## Děj
V malém městě v Normandii jsou mladý pošťák Louis Cuno a jeho invalidní matka vystaveni opakovaným útokům tří místních význačných osob. Notář Hubert Lavoisier, lékař Philippe Morasseau  a řezník Gérard Filiol chtějí, aby souhlasili s prodejem svého majetku.
Jednoho dne přijde Gérard Filiol o život při nehodě, která se ale velmi podobá zločinu. Do městečka přijíždí inspektor Jean Lavardin, aby celou věc vyšetřil. Díky svým neortodoxním metodám brzy odhalí závažný případ podvodů s nemovitostmi, prošpikovaný záhadnými úmrtími, zmizeními a temnou záští.

## Obsazení
| Jean Poiret           | inspektor Jean Lavardin       |
| Stéphane Audranová    | Louisova matka                |
| Lucas Belvaux         | Louis Cuno                    |
| Michel Bouquet        | Hubert Lavoisier              |
| Caroline Cellier      | Anna Foscarie                 |
| Jean Topart           | doktor Philippe Morasseau     |
| Pauline Lafont        | Henriette Uriel               |
| Josephine Chaplin     | Delphine Morasseau            |
| Jean-Claude Bouillaud | Gérard Filiol                 |
| Andrée Tainsy         | Marthe                        |
| Jacques Frantz        | Alexandre Duteil              |
| Henri Attal           | zaměstnanec márnice           |
| Dominique Zardi       | Henri Rieutord, vedoucí pošty |
| Jean-Marie Arnoux     | zákazník v kavárně            |
| Albert Dray           | barman André                  |

## Ocenění
- César: nominace v kategorii nejslibnější herec (Lucas Belvaux)